# Ferzikovo
Ferzikovo (in russo Ферзиково?) è un villaggio della Russia europea, nell'oblast' di Kaluga; è il centro amministrativo del distretto Ferzikovskij.
Si trova 32 km a est di Kaluga.